# Франц Ксавер Ґрубер
Франц Ксавер Ґрубер (нім. Franz Xaver Gruber; 25 листопада 1787, Гохбург-Ах — 7 червня 1863, Галлайн) — австрійський вчитель початкових класів, церковний органіст та композитор у селищі Арнсдорф, що зараз є частиною міста Лампрехтсгаузен. Відомий, як автор музики до композиції «Stille Nacht» («Тиха ніч»).

## Біографія
Франц Ґрубер народився 25 листопада 1787 року в селі Гохбург-Ах, Верхня Австрія в сім'ї лляних ткачів Йозефа та Марії Грубер. Його їм'я було записано до метричної книги як «Конрад Ксавер», однак пізніше змінено на «Франц Ксавер».
До 18 років Ґрубер працював ткачем разом з батьками. Вирішивши стати вчителем, поступив для навчання до церковного органіста Бургхаузена, Георга Гартдоблера. У 1807 році Ґрубер влаштувався шкільним учителем у селище Арнсдорф. За сумісництвом він став церковним сторожем і органістом. У 1808 році він одружився з вдовою, Марією Елізабет Фісчингер Енгелсбергер. Разом з нею він мав двох дітей, що померли у дитинстві. Після смерті першої дружини у 1825 році, Грубер одружився з колишньою студенткою Марією Бреітфусс. У них було десять дітей, але тільки четверо з них дожили до дорослого віку. У 1829 році Грубер переїхав до Берндорфу, а останні роки життя прожив у Галлайні, Земля Зальцбург, де був диригентом хору, співаком і органістом.
Марія Ґрубер померла при пологах у 1841 році. Наступного року він одружився з Катерін Віммер.
У 1863 році Ґрубер помер, досягши відносно благополучного рівня життя.

## «Тиха ніч»
У 1816 році він взяв на себе додаткові обов'язки органіста та хормейстера Церкви Святого Миколая у сусідньому селі Оберндорф-бай-Зальцбург.
Разом з Йозефом Мором, католицьким священником, що написав оригінальний текст німецькою мовою, Грубер створив музику до різдвяної пісні «Тиха ніч». У Святий Вечір 1818 року, Мор, помічник пастора Церкви Святого Миколая, показав Груберу шестистрофний вірш написаний у 1816 році. Він попросив Грубера написати музику на вірші. Церковний орган зламався, тому Грубер створив мелодію з гітарною композицією для поеми. Двоє чоловіків вперше заспівали «Тиху Ніч» на Різдвяній месі в церкві Святого Миколая, Мор грав на гітарі, а хор повторював останні два рядки кожного вірша.
У наступні роки Грубер складав додаткові аранжування до гімну для органу і для органу з оркестром, а також десятки інших гімнів і мес, багато з яких досі друкуються і співаються в австрійських церквах. 